# Superpuchar Polski 1995
La 9ª edizione della Supercoppa di Polonia  si è svolta il 2 settembre 1995. Nella stagione 1994/95 il Legia Varsavia ha ottenuto il double, vincendo sia il campionato che la coppa nazionale. Allo Stadion Miejski di Rzeszów si scontrano quindi il Legia Varsavia e il GSK Katowice, in quanto finalista della coppa nazionale.
A vincere il trofeo è stato, per la seconda volta nella sua storia, il GSK Katowice.

## Tabellino
| Arbitro: | Kostrzewski |

|  |           |            |
|  | Marcatori | 28’ Karwan |